# Johannes Kühl (Künstler)
Johannes Kühl (* 28. Juni 1922 in Dresden; † 21. September 1994 in Bautzen) war ein deutscher Maler, Grafiker und Galerist.

## Leben und Werk
Kühl war der Sohn des Dresdner Galeristen Heinrich Kühl (1886–1965). 1938 besuchte er die Kunstschule Richter in Dresden. Als 16-Jähriger ging er 1938 an die Akademie der Bildenden Künste Dresden, wo er bis 1943 Malerei und Grafik studierte. 1940 wurde er Meisterschüler bei Rudolf Schramm-Zittau. Nach Studienabschluss arbeitete Kühl in Dresden als freischaffender Künstler. 1942 erhielt er den Ehrenpreis der Stadt Dresden. 1943 wurde er zur Wehrmacht eingezogen, und er nahm als Soldat am Zweiten Weltkrieg teil. Als Kriegsgefangener war er von 1945 bis 1946 im Rheinwiesenlager in Rheinberg und in Chartres. Er wurde nach Hannover entlassen und ging noch 1946 zurück nach Dresden. Dort begann er wieder als freischaffender Künstler. Zugleich unterstützte er seinen Vater bei der Leitung der Galerie Kunstausstellung Kühl. 1947 begann er sich mit gegenstandsloser Malerei zu beschäftigen, schuf aber weiter eine bedeutende Anzahl realistischer Bilder, vor allem von dem zerstörten und im Wiederaufbau begriffenen Dresden. Kühl schloss sich der Künstlergruppe „Das Ufer“ an und wurde Mitglied des Verbands Bildender Künstler (VBK), in dem er aktiv an Organisation und Aufbau vieler Ausstellungen mitwirkte. Bis 1960 leitete Kühl dessen Sektion Maler und Grafiker des Bezirkes Dresden. 1950 bis 1960 war Kühl Gastmitglied des VBK Berlin, ab 1953 als Gründungsmitglied stellvertretender Vorsitzender, Mitglied der Jury und Leiter der Geschäftsführung der Genossenschaft Bildender Künstler Dresden mit der wichtigen Galerie „Kunst der Zeit“. Nach dem Ableben seines Vaters übernahm Kühl 1965 die Geschäftsführung der Kunstausstellung Kühl. Damit gab er sein eigenes künstlerisches Schaffen weitgehend auf. Kühl war Stellvertretender Vorsitzender des Vorstands des Verbandes der Kunst- und Antiquitätenhändler der DDR e.V. und von 1990 bis 1992 Erster Vorsitzender des Neuen Sächsischen Kunstvereins. Als Galerist erwarb er sich „Respekt bei Künstlern, Kollegen und in der Öffentlichkeit.“
Kühl war ab 1948 mit der Malerin Irmingard geb. Grünwald und ab 1958 mit der bildenden Künstlerin Anneliese geb. Schneider (1923–2009) verheiratet. Ihre Tochter Sophia-Therese Schmidt-Kühl wurde 1961 geboren. Sie leitet seit Kühls Ableben die Galerie.

## Museen und öffentliche Sammlungen mit Werken Kühls (mutmaßlich unvollständig)
- Altenburg/Thür.: Lindenau-Museum
- Dresden: Kupferstichkabinett
- Dresden: Städtische Galerie Dresden
- Dresden: Puppentheatersammlung[3]

## Werkbeispiele

### Malerei und Zeichenkunst
- Meine Mutter (1943, Öl)[4]

- Spaziergänger am Elbufer (1943, Öl, 42 × 80 cm; Städtische Galerie Dresden; Inv. 1946/204)
- Wilsdruffer Straße (1943, Öl, 50 × 70 cm; Städtische Galerie Dresden; Inv. 1946/205)

- Wiederaufbau des Dresdner Zwingers (1951/1952, Zeichnung; Dresdener Kupferstichkabinett)[5]
- Enttrümmerung Dresdens Landhausstraße – Neumarkt (1951, Öl, 29 × 43 cm; Städtische Galerie Dresden; Inv. 1951/124)[6]
- Zirzensisch, gaukelnd über der Manege (1955,, Gouache; )[7]
- Schwirrendes (1956, Pinselzeichnung; Lindenau-Museum, Altenburg/Thüringen)[8]

### Kunstwissenschaftliche Publikation
- Beitrag zu Uwe Schröder et al. (Hrsg.): Orte der Farbe. Zur chromatischen Stimmung von Räumen der Architektur. Verlag der Buchhandlung Walther König, Köln 2019, ISBN 978-3-96098-524-2

## Ausstellungen (unvollständig)

### Einzelausstellungen
- 1977: Dresden, Kunstausstellung Kühl (Gemälde und Druckgraphik)
- 1983: Dresden, Galerie Kunst der Zeit (Malerei und Grafik)
- 1987: Dresden, Leonhardi-Museum (Malerei)

### Teilnahme an zentralen und wichtigen regionalen Ausstellungen in der Sowjetischen Besatzungszone und der DDR
- 1948: Dresden, Haus des Kulturbunds („Die Jungen. Malerei, Grafik, Plastik“)

- 1948: Zwickau, Städtisches Museum („Schau der Jüngsten. Maler, Graphiker, Bildhauer“)

- 1952: Chemnitz, Schlossbergmuseum (Mittelsächsische Kunstausstellung)
- 1974: Dresden, Albertinum („Zeichnungen in der Kunst der DDR. Eine Auswahl aus 40 Jahren“)
- 1984: Dresden, Pretiosensaal im Schloss („Das Ufer. Gruppe 1947 Dresdner Künstler. Malerei, Grafik, Plastik 1947 – 1952“)
- 1985: Dresden, Albertinum („Bekenntnis und Verpflichtung“)